# Tubular Bells
Tubular Bells är Mike Oldfields debutalbum, inspelat när han var 19 och släppt den 25 maj 1973. Albumet var också det första att släppas på det nyligen startade skivbolaget Virgin Records. Albumet domineras av Oldfield själv som spelar över 20 olika instrument. De flesta spelade han in ett och ett för sig under stunder då Virgins nya studio (The Manor) inte användes, vilket ofta var nattetid.
Tubular Bells fick under 1990-talet tre stycken uppföljare, Tubular Bells II (1992), Tubular Bells III (1998) och The Millennium Bell (1999). En nyinspelning av albumet gjordes 2003 med titeln Tubular Bells 2003.

## Låtlista
1. "Tubular Bells part 1" - 25:00
2. "Tubular Bells part 2" - 23:50

## Medverkande
- Mike Oldfield - akustisk gitarr, basgitarr, elgitarr, Farfisa-, Hammond- och Lowreyorgel, fuzzgitarr, glockenspiel, honky tonk piano , mandolin, piano, slagverk, spansk gitarr, timpani, fiol, sång, tubular bells.
- Steve Broughton - slagverk
- Lindsay Cooper - kontrabas (ej att förväxlas med den kvinnliga Lindsay Cooper som spelade på Hergest Ridge)
- Mundy Ellis - sång
- Jon Field - flöjt
- Sally Oldfield - sång
- Vivian Stanshall - master of ceremonies
- The Manor Choir (Simon Heyworth, Tom Newman och Mike Oldfield - av dem själva kallat the bootleg chorus eftersom de tyckte att deras rop och tjut påminde om publiken på en bootlegskiva